# 柳参奎
柳参奎，教授，主要从事抗旱、耐盐碱育种及盐碱地生态恢复方面的研究工作。担任《农业生物技术学报》、《分子植物育种》等刊物编委，入选中华人民共和国教育部2008年度"长江学者"特聘教授。